# Josip Poklukar

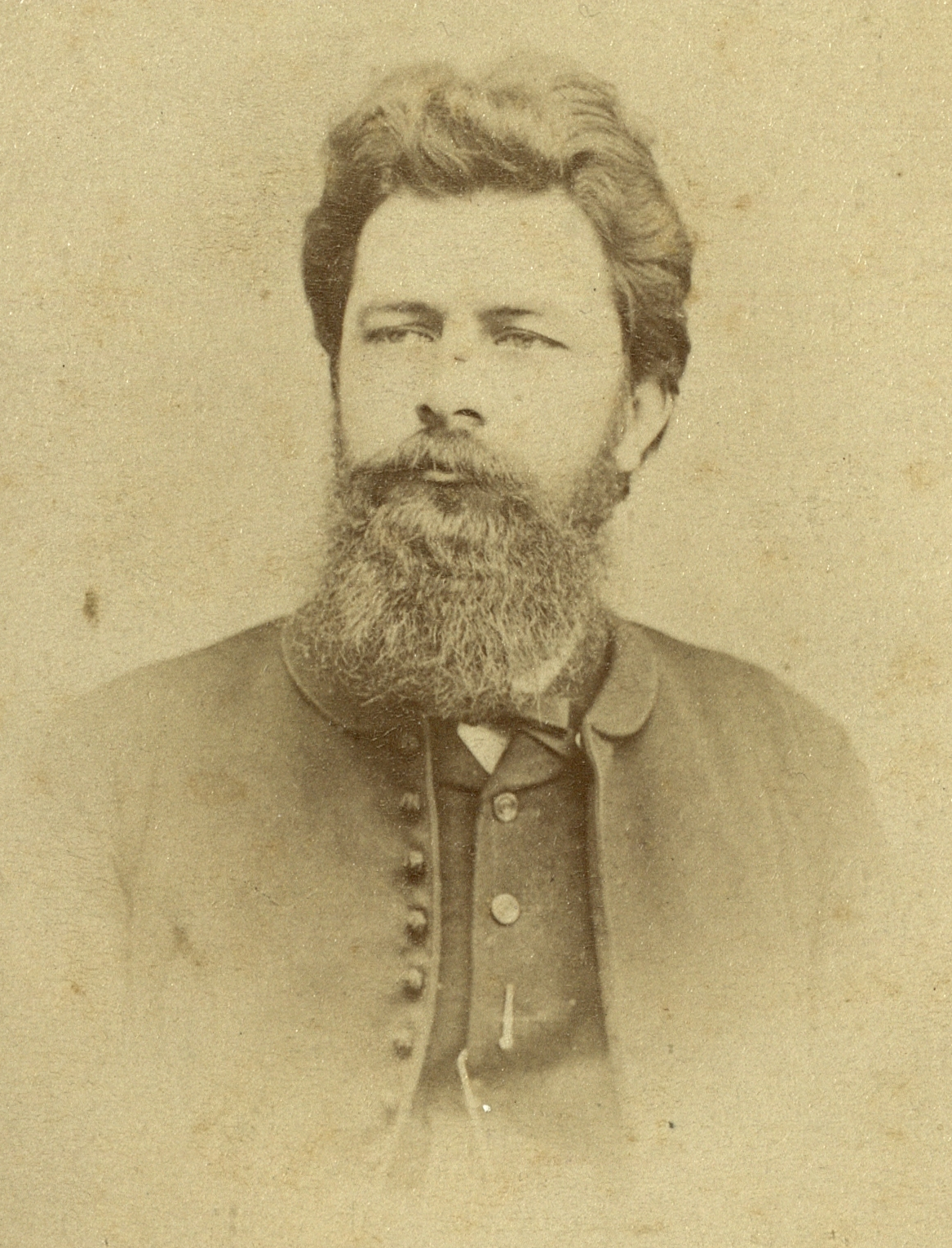
Josip Poklukar

Josip Poklukar (* 7. März 1837 in Krnica, heute Gemeinde Gorje; † 17. März 1891 in Laibach) war ein slowenischer Jurist und Politiker. Er war von 1872 bis 1873 sowie von 1879 bis 1891 Abgeordneter zum Österreichischen Abgeordnetenhaus.

## Ausbildung und Beruf
Poklukar besuchte die Volksschule in Obergöriach im Bezirk Radmannsdorf sowie in Laibach. Er setzte seine Schulausbildung zwischen 1850 und 1857 am Gymnasium in Laibach fort und studierte zwischen 1857 und 1861 Rechtswissenschaft an der Universität Wien. Im Jahr 1864 promovierte er zum Dr. iur. an der Universität Wien. Beruflich war Poklukar bis 1873 als Advokaturskonzipient in Laibach beschäftigt, danach übernahm er 1873 die Aufsicht in der J. Blasnik’schen Buchdruckerei in Laibach, die in Besitz seiner Ehegattin stand. Im Jahr 1875 übernahm er dort die Leitung, später wurde er zudem Gesellschafter.

## Politik und Funktionen
Poklukar begann seine politische Karriere im Krainer Landtag, dem er von 1870 bis zu seinem Tod angehörte. Er wurde 1888 zudem erster slowenischer Landeshauptmann der Krain und trat vor allem für die wirtschaftlichen Interessen der Krain ein. Innerhalb der slowenischen politischen Landschaft gehörte er den Altslowenen an. Poklukar war erstmals zwischen dem 13. Jänner 1872 und dem 15. Februar 1873 Abgeordneter zum Österreichischen Abgeordnetenhaus, das Mandat wurde ihm jedoch wegen Nichterscheinens aberkannt. Im Jahr 1879 wurde er im Wahlbezirk der Krainer Städte Nr. 2 neuerlich in das Abgeordnetenhaus gewählt, woraufhin er vom 7. Oktober 1879 bis zum 23. Jänner 1891 dem Abgeordnetenhaus angehörte. Dabei war Poklukar 1885 in seinem Wahlbezirk wiedergewählt worden. Er war im Abgeordnetenhaus Mitglied im slowenisch-nationalen Klub des rechten Zentrums.
Neben seinen politischen Mandaten wirkte Poklukar zwischen 1889 und 1891 auch als Präsident der Handels- und Gewerbekammer Laibach, des Weiteren war er von 1885 bis 1886 Obmann der Slovenska Matica, ab 1890 Mitglied der Landwirtschaftlichen Gesellschaft für Krain und 1890 Vorsitzender des Treffens der slowenisch-istrischen Abgeordneten in Laibach, das die Koordination der Vertretung der nationalen Interessen der Slowenen und Kroaten im Landtag und Reichsrat vereinbarte.

## Privates
Poklukar wurde als Sohn des Landwirts Andrej Poklukar in Kranica, damals Gemeinde Gorje Zgornje (heute Gemeinde Gorje) geboren. Er heiratete 1875 Aleksandrina Blasnik und wurde Vater von zumindest einem Sohn.